# Apisa
Apisa là một chi bướm đêm trong họ Erebidae.

## Các loài
- Apisa alberici Dufrane, 1945
- Apisa arabica Warnecke, 1934
- Apisa canescens Walker, 1855
- Apisa cinereocostata Holland, 1893
- Apisa fontainei Kiriakoff, 1959
- Apisa grisescens Dufrane, 1945
- Apisa hildae Kiriakoff, 1961
- Apisa manettii Turati, 1924
- Apisa rendalli Rothschild, 1910
- Apisa subargentea Joicey & Talbot, 1921
- Apisa subcanescens Rothschild, 1910

## Former species
- Apisa cleta Plötz, 1880
- Apisa connexa Walker, 1854
- Apisa crenophylax Holland, 1893
- Apisa histrio Kiriakoff, 1953
- Apisa kamitugensis Dufrane, 1945
- Apisa kivensis Dufrane, 1945
- Apisa metarctiodes Hampson, 1907
- Apisa sjoestedti Aurivillius, 1904
- Apisa tristigma Mabille, 1893